# Larkin Stadium
Das Larkin Stadium, auch bekannt als Tan Sri Hassan Yunus Stadium, ist ein Fußballstadion im Vorort Larkin der malayischen Hafenstadt Johor Bahru, Bundesstaat Johor. Es wird meist für Fußballspiele genutzt.

## Geschichte
Die Anlage bietet 30.000 Menschen Platz und wurde 1964 eröffnet. Sie trägt den Namen des ehemaligen Menteri Besar, eine Art Ministerpräsident, von Johor, Hassan Yunos (1907–1968). 1991, 1996 und 2013 wurde das Gelände renoviert. Die Ränge sind mit roten und blauen (Vereinsfarben) Kunststoffsitzen bestückt. Wie man an der ovalen Form des Stadions sieht, besaß es früher eine Leichtathletikanlage. Der Platz zwischen dem Spielfeld und den Tribünen, besonders hinter den Toren, ist in blauer Farbe gehalten.
Der Fußballverein Johor Darul Ta’zim FC trug von Beginn an seine Heimspiele in diesem Stadion aus. 2020 zog man in das etwa 25 km entfernte, neue Sultan Ibrahim Stadium mit 40.000 Plätzen um.

## Spiele der Junioren-Fußballweltmeisterschaft 1997
Zudem wurden hier die Spiele der Gruppe F, ein Achtelfinale und ein Viertelfinale der Junioren-Fußballweltmeisterschaft 1997 ausgetragen.
- 18. Juni 1997, Gruppe F:  Mexiko –  Vereinigte Arabische Emirate 5:0 (2:0)
- 18. Juni 1997, Gruppe F:  Elfenbeinküste –  England 1:2 (1:1)
- 20. Juni 1997, Gruppe F:  Mexiko –  Elfenbeinküste 1:1 (1:1)
- 20. Juni 1997, Gruppe F:  Vereinigte Arabische Emirate –  England 0:5 (0:2)
- 23. Juni 1997, Gruppe F:  Mexiko –  England 0:1 (0:0)
- 23. Juni 1997, Gruppe F:  Vereinigte Arabische Emirate –  Elfenbeinküste 2:0 (0:0)
- 26. Juni 1997, Achtelfinale:  England –  Argentinien 1:2 (0:2)
- 29. Juni 1997, Viertelfinale:  Japan –  Ghana 1:2 n. V. (1:1, 0:1)